# وحيد النقاش
وحيد النقاش (6 مايو 1937 - 20 أكتوبر 1971) هو أديب ومترجم وكاتب مصري.

## حياته ونشأته
ولد وحيد النقاش في السادس من مايو 1937، في قرية منية سمنود بمركز أجا محافظة الدقهلية، اختيار دراسة اللغة الفرنسية في كلية الآداب بجامعة القاهرة، رغم اقتران اللغة وقتها بالطبقة المترفة، وعندما تخرج عمل فترة قصيرة في مركز الفنون الشعبية، ثم انتقل إلى جريدة الأهرام ليعمل محررًا أدبيًا في القسم الثقافي مع الدكتور لويس عوض عام 1962، وفي يونيو سنة 1976 سافر إلى باريس ليحصل على درجة الدكتوراه عن موضوع «تطور الواقع الاجتماعي في مصر من خلال الفن المسرحي»، واستمر يرسل للأهرام موضوعاته ورسائله وأفكاره الصحفية والأدبية.

### أسرته
ينتمي النقاش إلى أسرة ضمت مثقفين بارزين فكان أخوه الراحل رجاء النقاش مترجما وناقدا، وأخوه فكري النقاش مؤلفا مسرحيا، وتولت أخته الناقدة فريدة النقاش رئاسة تحرير مجلة أدب ونقد لنحو عشرين عاما، ثم أصبحت منذ نهاية 2006 رئيسة تحرير صحيفة «الأهالي» لسان حال حزب التجمع اليساري.

## مسيرته
بعد أن أنهى دراسته الثانوية نشر أول دراسة أدبية له بمجلة الأدب اللبنانية في عدد شهر يوليو 1954 عن عشر قصص عالمية، ونشر بعد ذلك في مجلات الأدب والشعر والمسرح إضافة إلى «جريدة الأهرام» الذي نشر فيه أكثر مقالاته بداية من موضوع «الأجانب وتراثنا الشعبي» في 2 نوفمبر 1962، حتى «الملك يونيسكو في مقبرة الأكاديمية» في 9 أبريل 1971، وعندما سافر إلى باريس لدراسة الدكتوراه، وكان النقاش مغتربًا في باريس يرسل للأهرام موضوعاته ورسائله الأدبية والمسرحية، وركز كل طاقاته في إنجاز رسالة الدكتوراه وإمداد الصحف والمجلات المصرية بالموضوعات والترجمات والدراسات المهمة.